# Ide gas
Ide gas (slovensko: gre plin) je slengovski izraz veselja in navdušenja, ki izvira iz srbščine. V širši srbski javnosti ni dobro sprejet in si želijo, da bi se nehal uporabljati. Povezujejo ga s subkulturo gaserjev, ki naj bi se imenovala po njem. Gaserji so sorodni subkulturi dizelašev.